# The Mermaid (film, 2016)
Pour les articles homonymes, voir Mermaid.
Pour plus de détails, voir Fiche technique et Distribution.
The Mermaid (美人鱼, Měirényú) est un film sino-hongkongais, écrit, produit et réalisé par Stephen Chow, sorti en 2016, qui mêle fantastique et comédie romantique.

## Synopsis
Liu Xuan est un milliardaire qui tombe amoureux de la sirène qui a été envoyée par Octopus pour le tuer.

## Fiche technique
Sauf indication contraire, les informations mentionnées dans cette section peuvent être confirmées par la base de données cinématographiques IMDb,  présente dans la section « Liens externes ».
- Titre : The Mermaid
- Titre original : 美人鱼 (Měirényú)
- Réalisation : Stephen Chow
- Scénario : Stephen Chow, Kelvin Lee, Ho Miu-kei, Lu Zhengyu, Fung Chih-chiang, Ivy Kong, Chan Hing-ka, Tsang Kan-cheung
- Direction artistique : Bruce Yu
- Décors : Chan Kam-ho
- Costumes : Lee Pik-kwan
- Montage : Cheung Ka-fai, Cheng Man-to
- Musique : Raymond Wong
- Production : Stephen Chow, Y.Y. Kong, La Peikang, Yang Wei, Wang Changtian, Yang Zhenhua, Cao Pu, Liu Yang, Wei Jie, Cai Dongqing
- Sociétés de production : China Film Group, Edko Films, The Star Overseas, Hehe Pictures, Beijing Enlight Pictures, Shanghai New Culture Media Group, Alibaba Pictures, Shanghai Tianshi Media, BinGo Group
- Sociétés de distribution : Beijing Enlight Pictures, China Film Group Corporation
- Budget de production : 60 720 000 $
- Pays d'origine :  Chine,  Hong Kong
- Langue originale : Mandarin
- Format : Couleurs - 1,85:1 - DTS / Dolby Digital / SDDS - 35 mm
- Genre : Comédie dramatique, fantastique et romance
- Durée : 94 minutes
- Dates de sorties en salles :
  -  Chine : 8 février 2016
  -  Hong Kong : 8 février 2016
  -  Suisse : 1er juillet 2016 (Festival international du film fantastique de Neuchâtel 2016)
  -  France : 4 octobre 2016 (Absurde Séance à Nantes)

## Distribution
- Lin Yun (VFB : Alice Ley) : Shan, la sirène
- Deng Chao (VFB : Maxime Van Santfoort) : Liu Xuan
- Show Luo (VFB : Alexandre Crépet) : Octopus
- Zhang Yuqi (VFB : Maia Baran) : Ruolan
- Pierre Bourdaud : le commissaire-priseur
- Ivan Kotik (VFB : Maxime Donnay) : George
- Jelly Lin : Shan
- Tsui Hark : Si Ye
- Wen Zhang

## Accueil

### Box-office
Le film devient deux semaines après sa sortie le plus grand succès de l'histoire du box-office chinois.